# 函館どつく
函館どつく株式会社（はこだてどっく）は、北海道函館市にある企業（造船メーカー）。「つ」が大文字となるが、読み方は 「どっく」となる。

## 概要
東北以北で最大の造船メーカーであり、函館と室蘭に造船所がある。函館では幕末の開港から函館港を中心に発展を遂げ、造船は北洋漁業とともに函館の経済を支えてきた。室蘭では造船業から撤退していた時期に橋梁や産業機械を製造することで生き残りを図ってきた。多目的で乾ドックを使用しているのは日本国内で唯一とされている。
函館造船所の「第1号乾ドック」が経済産業省の「近代化産業遺産」に認定されているほか、船入澗防波堤とともに「函館港改良施設群」として「土木学会選奨土木遺産」に認定されている。

## 主要事業
函館造船所は、「ハンディサイズバルカー」と呼ばれる2万 - 4万重量トン級のばら積み船の建造において国際競争力がある。2000年代には、自社開発の3万2千トン級バルカー「スーパーハンディ32」が国内外船主に受け入れられ、10年余で80隻を越える受注を重ねた。2010年代には、名村造船所と共同開発した3万4千トン級バルカー「HIGH BULK 34E」が国内外船主から好評価を受け、やはり多くの受注を獲得している。いずれも同型船の連続建造により低船価を実現することができた。名村造船所とはその後更に改良型の3万8千トン級「HIGH BULK 38E」及び4万トン級「HIGH BULK 40E」も共同開発し、受注を得ている。
室蘭製作所は、函館造船所建造船の船殻ブロックの一部の製作を担当する他、橋梁や陸上荷役機械の製作、旧楢崎造船から引き継いだ小型船の新造等を行っている。
また、函館造船所・室蘭製作所とも、乾ドック等による船舶修繕事業を幅広く手掛けている。

## 歴史
函館どつくの前身となる函館船渠は、弁天台場とその周囲の浚渫・埋立と船渠の築造を同時に行う構想で計画した。浚渫工事は北海道庁が、埋立工事は函館区が、船渠工事は函館船渠が負担した。
函館港のシンボルとして親しまれてきた2基の大型クレーン（ゴライアスクレーン）は、1979年（昭和54年）に造船不況により周辺の土地と合わせて売却した。保存を求める市民運動もあったが、老朽化による倒壊などの危険性から最終的に函館市が撤去する方針を決めた。そして、2009年（平成21年）に函館どつくが解体撤去した。なお、映画『海炭市叙景』のロケーション撮影は大型クレーン解体に伴って先行ロケを実施した。旧ドック跡地は、1988年（昭和63年）に『青函トンネル開通記念博覧会』函館会場として使用し、その後は複合施設を建設する「マリンパーク構想」を計画していたが、北海道南西沖地震で建物や岸壁が被害を受けたことなどから構想が中断し、計画が頓挫した。2003年（平成15年）に函館市は『函館国際水産・海洋都市構想』を策定し、拠点施設として2014年（平成26年）に「函館市国際水産・海洋総合研究センター」がオープンした。
- 1896年（明治29年） - 「函館船渠（株）」として創立し、本社を函館に置く[31]。
- 1903年（明治36年） - 第1号乾ドック完成[31]。
- 1940年（昭和15年） - 室蘭船渠を合併し、室蘭造船所とする（1950年に室蘭製作所と改称）[31]。
- 1943年 （昭和18年） - 戦時拡張に伴い函館の歴史的な弁天倉庫を買収し、「函館どつくレンガ倉庫」と命名した[32]。
- 1945年（昭和20年） - 小樽工場稼働（1950年閉鎖）[3][33]。
- 1946年（昭和21年） - 旧海軍大湊工作部を大湊工場に転用（1950年閉鎖）[33]。本社を東京に移転[31]。
- 1949年（昭和24年） - 建設業登録[31]。札幌出張所開設（後の札幌支社、2012年閉鎖）[31]。
- 1951年（昭和26年） - 「函館ドック（株）」に社名変更[31]。
- 1960年（昭和35年） - 仙台、大湊、大阪、名古屋に営業所・事務所開設[31]。
- 1984年（昭和59年） - 経営再建のため、来島どっくグループの支援を受けて新法人「函館どつく（株）」に事業を譲渡[3][34][35]。
  - 1970年代の工場拡張後の受注低迷等による経営危機から、負債と事業を分離して再建を図るため、来島どっくが新法人として函館どつくを設立し、大幅な人員削減の上で函館ドックの事業を譲受[3][34][35]。
  - 旧函館ドックは南北海道興産（株）に改称の上、引き続き生産設備一切を保有して函館どつくに賃貸し、負債の整理にあたることとなる[3][34][35]。
- 1988年（昭和63年） - 函館どつくが来島どっくグループを離脱[34]。
- 1999年（平成11年） - 函館どつくが南北海道興産から生産設備を購入[36]。旧函館ドックの負債整理が完了[35][36]。
  - 函館どつくは購入資産の担保価値に相当する債務（約50億円）を引き受け、残債務は金融機関が債権を放棄[36]。
  - 南北海道興産は特別清算により解散[35][36]。
- 2000年（平成12年） - 室蘭製作所が「ISO 9001」「JIS Q 9001」取得[31]。
- 2001年（平成13年） - 名村造船所と業務提携[31]。
- 2003年（平成15年） - 本社を函館に移転[31]。函館造船所が「ISO 9001」「JIS Q 9001」取得[31]。
- 2007年（平成19年） - 名村造船所の「連結子会社」になる[31]。
- 2009年（平成21年） - 楢崎造船を吸収合併[31][37]。
- 2010年（平成22年） - 函館造船所の大型修繕ドック（第3号ドック）稼働[31][38]。

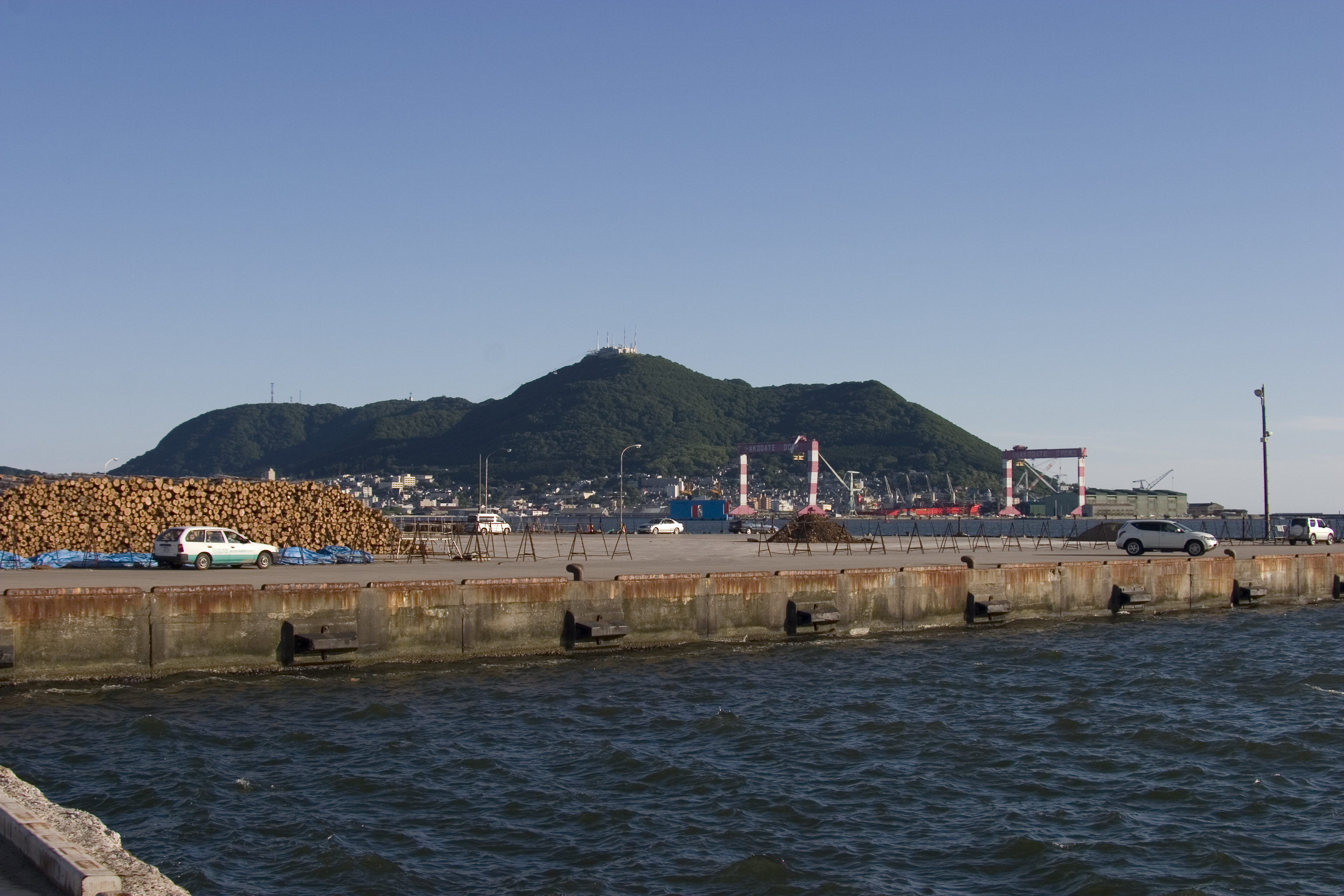
函館山とゴライアスクレーン（2006年5月）
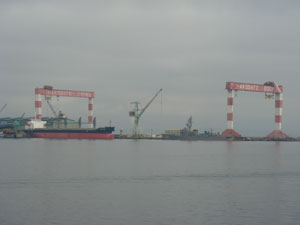
ゴライアスクレーン（2007年5月）

## 事業所

### 函館造船所
函館造船所
構内に函館スチールセンターが進出している。
設備
- 第1号船台：長さ240.00 m、幅33.60 m
  - クレーン能力：150 t、80 t、50 t 各1基
- 第1号ドック：長さ181.10 m、幅24.45 m、深さ9.05 m
- 第2号ドック：長さ140.00 m、幅21.48 m、深さ7.40 m
- 第3号ドック：長さ330.00 m、幅58.00 m、深さ10.70 m
- 専用岸壁：第1〜第8
- S-1〜S-9工場
- NS-3工場
- 機械工場
- 塗装工場
- 研掃工場
- 仕上工場
- 電気工場

### 東京事務所
- 東京都中央区八丁堀4丁目13-4（SKビル）

### 室蘭製作所
室蘭製作所
設備
- S1〜S7工場
  - S7工場：長さ236.0 m、幅26.0 m
    - 移動小屋：40 m×5棟、15 m×2棟
    - クレーン能力：4.9 t門型、2.8 t門型 各2基
- B1〜B10組立場
- 乾ドック：長さ186.24 m、幅24.00 m
  - クレーン能力：80 t、50 t 、35 t 各1基
- 第2号船台：長さ80.00 m、幅14.00 m
  - クレーン能力：30 t 1基
- 第3号船台：長さ90.00 m、幅11.00 m
- 専用岸壁：第1〜第3、小型船用艤装岸壁

### 大湊連絡所
- 青森県むつ市並川町10-2

## アクセス
函館造船所
- 函館市電（函館市企業局交通部）「函館どつく前停留場」下車、北海道道457号函館漁港線沿い
- 函館駅から車で約5分
- 函館空港から車で約25分
- 函館港フェリーターミナルから車で約30分

室蘭製作所
- 北海道道699号室蘭港線沿い
- 東室蘭駅から車で約15分